# ارت (ویند اند فایر)

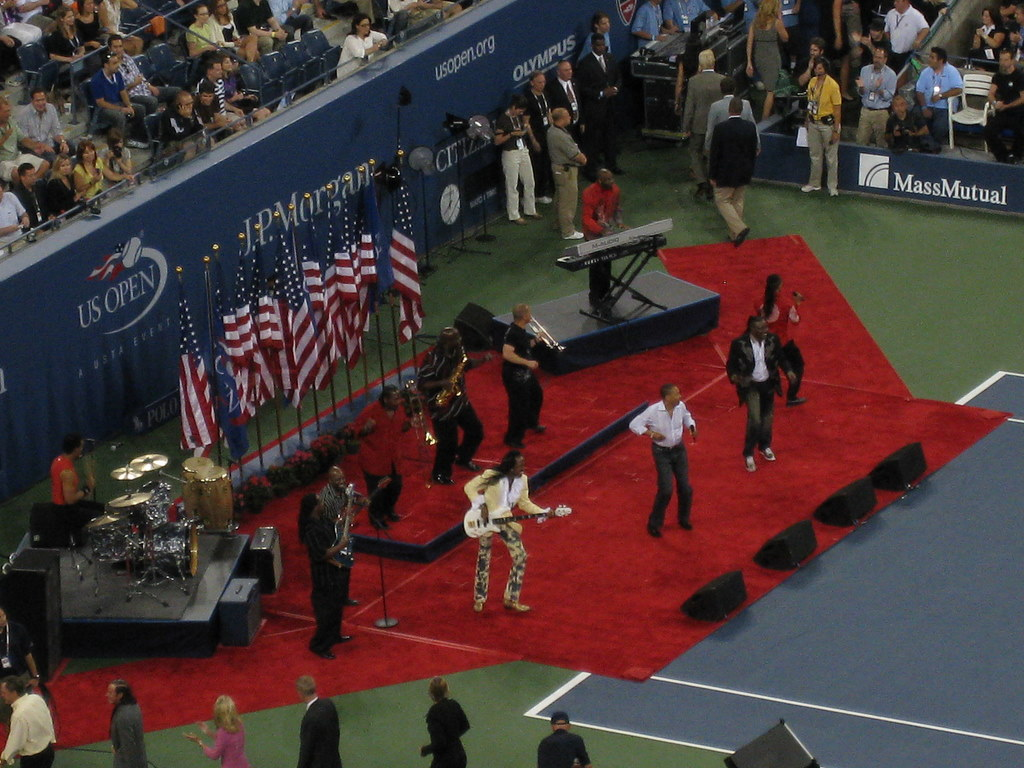
در حال اجرای کنسرت در یو اس اوپن سال ۲۰۰۸

ارت، ویند اند فایر (به انگلیسی: Earth, Wind & Fire) گروه پرآوازه موسیقی آمریکایی سبک فانک، سول، دیسکو، جاز و ریتم و بلوز است.
این گروه در سال ۱۹۶۹ در شیکاگو تأسیس شد و تا به امروز در حال کار است.